# بطولة الأندية الآسيوية 1993–94
بطولة الأندية الآسيوية 1993–94 كانت النسخة رقم 13 من منافسة كرة القدم الدولية السنوية للأندية والتي تقام في منطقة الاتحاد الآسيوي لكرة القدم (آسيا). وقد تم تحديد بطل أندية كرة القدم في آسيا لهذه السنة.
توج نادي تاي فارمرز بانك التايلندي باللقب، بعد تغلبه على نادي عمان العماني بنتيجة 2–1.

## النهائي
| تاي فارمرز بانك | 2 – 1 | عمان |
| --------------- | ----- | ---- |
|                 |       |      |

## البطل
| 1993–94 بطولة الأندية الآسيوية تاي فارمرز بانك اللقب الأول |